# Dominique Strauss-Kahn
Dominique Strauss-Kahn [dominik stros kan] (Ve Francii znám, podle svých iniciálů, též jako DSK 25. dubna 1949, Neuilly-sur-Seine) je francouzský ekonom a politik židovského původu, člen francouzské Socialistické strany a od listopadu 2007 do května 2011 generální ředitel Mezinárodního měnového fondu.

## Mládí
Dominique Strauss-Kahn se narodil 25. dubna 1949 na bohatém pařížském předměstí Neuilly-sur-Seine v Hauts-de-Seine. Je synem právníka Gilberta Strausse-Kahna. Jeho otec se narodil alsaskému židovskému otci a jeho matka pocházela ze sefardské židovské rodiny v Tunisku.
On a jeho rodiče se usadili v roce 1951 v Maroku, ale po zemětřesení v roce 1960 se přestěhovali do Monaka, kde jeho otec vykonával advokacii. Zatímco rodina žila v Monaku, Strauss-Kahn chodil do školy na Lycée Albert Premier. Rodina se později vrátila do Paříže, kde navštěvoval přípravné kurzy na Lycée Carnot. V roce 1971 vystudoval HEC Paris a v roce 1972 Sciences Po a Pařížský statistický institut. Neuspěl při přijímací zkoušce na École nationale d'administration, ale získal bakalářský titul v oboru veřejné právo a také doktorát a agregaci (1977) v oboru ekonomie na Univerzitě Paříž X (Nanterre).

## Politická kariéra
V období 1991–1993 zastával ve vládách Édith Cressonové a Pierra Bérégovoye úřad ministra průmyslu a zahraničního obchodu, poté se na dva roky 1995–1997 stal starostou města Sarcelles. V letech 1997–1999 byl ministrem financí ve vládě Lionela Jospina. Na funkci ministra financí rezignoval, když proti němu bylo zahájeno vyšetřování pro údajné falzifikování dokumentů, na jejichž základě mu byl vyplacen honorář z fondu sloužícího k vyplácení zdravotního pojištění levicovým studentům, a to ve výši 60 000 liber. V roce 2006 se snažil v primárkách získat stranickou nominaci do prezidentských voleb, byl ovšem poražen Ségolène Royalovou.
V únoru 2011 začal otevřeně vystupovat proti pozici amerického dolaru coby nestabilní světové měny pro mezinárodní obchod a např. obchod s ropou, a z pozice MMF volal po vytvoření globální měny, která by dolar nahradila.

### Kontroverze
Dne 14. května 2011 byl zatčen v New Yorku v souvislosti s obviněním ze sexuálního obtěžování pokojské (Nafissata Diallo) v hotelu. Na svou funkci 18. května téhož roku rezignoval.
Strauss-Kahn byl 18. května zatčen a po pěti dnech propuštěn na kauci. Na návrh státních zástupců byl nicméně případ 23. srpna 2011 odložen s odůvodněním, že jediným podkladem pro žalobu je tvrzen Diallové, která vyšetřovatelům „neustále a místy nevysvětlitelně lhala“ a ani státní zástupci nebyli nade vši pochybnost přesvědčeni o Strauss-Kahnově vině.
 Strauss-Kahn následně připustil, že s Diallovou měl pohlavní styk, což označil za své morální selhání, popřel však, že by zahrnoval násilí nebo nátlak.
Téhož roku Strausse-Kahna z pokusu o znásilnění, k němuž údajně došlo v roce 2003, obvinila novinářka Tristane Banon. Také toto obvinění z pokusu o znásilnění bylo odloženo pro nedostatek důkazů, prokuratura pouze připustila, že Strauss-Kahnovo jednání by mohlo být kvalifikováno jako sexuální útok (ve francouzském právu trestný čin s mírnější trestní sazbou než znásilnění), ani obvinění z tohoto trestného činu však nebylo možné kvůli promlčení.
Na konci dubna 2012 aféru označil za vytvořenou svými politickými nepřáteli z okruhu Nicolase Sarkozyho.